# فیومیناتا
فیومیناتا (به ایتالیایی: Fiuminata) یک کومونه در ایتالیا است که در استان ماچه‌راتا واقع شده‌است.

## خصوصیات
فیومیناتا ۷۶٫۷ کیلومترمربع مساحت و ۱٬۵۴۷ نفر جمعیت دارد و ۴۷۹ متر بالاتر از سطح دریا واقع شده‌است.

## خواهرخوانده
شهر دیفردانژ خواهرخواندهٔ فیومیناتا هست.